# Iatrokemi
Iatrokemi var en medicinsk skola, utformad särskilt i mitten av 1600-talet som lärde, att omsättningen i kroppen ägde rum på grund av kemiska fermentativa processer, varvid som slutprodukter bildades antingen sura eller alkaliska ämnen.
Utbildades dessa i ett till mängd och beskaffenhet riktigt förhållande var kroppen frisk; inträdde rubbningar i balansen, uppkom sjukdom. Benhandlingen gick ut på att genom sur, respektive alkalisk medicin förändra den kemiska rubbningen, på samma gång som organismen stärktes genom noggrann och kraftig diet. Samtidigt uppstod den iatrofysiska skolan, som försökte förklara omsättningen i kroppen på mekanisk väg och i utsöndringarna, framför allt i svettningen, såg den reglerande faktorn i kroppens hushållning. Rubbningar häri framkallade sjukdom, och denna behandlades vanligen med svettdrivningskurer. Den iatromatematiska skolan, som också nu utformades, gick än längre än den förra i uppställandet av fysikaliskt-matematiska förklaringar för kroppens funktioner.